# Lestes pinheyi
Lestes pinheyi är en trollsländeart som beskrevs av Fraser 1955. Lestes pinheyi ingår i släktet Lestes och familjen glansflicksländor. IUCN kategoriserar arten globalt som livskraftig. Inga underarter finns listade i Catalogue of Life.